# Plan de los Molinos
Plan de los Molinos är en ort i Mexiko.   Den ligger i kommunen Atoyac de Álvarez och delstaten Guerrero, i den södra delen av landet, 280 km sydväst om huvudstaden Mexico City. Plan de los Molinos ligger 650 meter över havet och antalet invånare är 124.
Terrängen runt Plan de los Molinos är lite bergig. Runt Plan de los Molinos är det ganska glesbefolkat, med 30 invånare per kvadratkilometer. Närmaste större samhälle är Atoyac de Álvarez, 10,6 km väster om Plan de los Molinos. I omgivningarna runt Plan de los Molinos växer huvudsakligen savannskog.